# Гай (город)
Гай — город в России, административный центр Гайского муниципального округа Оренбургской области, а также Гайского района (в состав которого не входит, является самостоятельной единицей области).
Распоряжением Правительства РФ от 29 июля 2014 года № 1398-р «Об утверждении перечня моногородов» город включён в категорию «Монопрофильные муниципальные образования Российской Федерации (моногорода), в которых имеются риски ухудшения социально-экономического положения».

## География
Расположен на Южном Урале, в 26 км к югу от Ириклинского водохранилища, в 246 км к востоку от Оренбурга (по прямой).

## История
Основан 9 мая 1959 года как посёлок строителей горно-обогатительного комбината при месторождении медно-колчедановых руд. Посёлок городского типа с 1965. Город с 1979 года.
История города Гая и Гайского горно-обогатительного комбината началась в 1932 году с изыскательских работ, которые были начаты по инициативе старейшего в Оренбургской области геолога Иосифа Леонтьевича Рудницкого. Война прервала эти работы, они возобновились лишь после её окончания, и в 1950 году в одной из скважин была обнаружена медная руда.
В марте 1959 года Постановлением Совета Министров РСФСР и Оренбургского совнархоза была утверждена дирекция строящегося комбината, генеральным подрядчиком назначен трест «Южуралтяжстрой». Центральный Комитет ВЛКСМ объявил строительство комбината и горняцкого посёлка Всесоюзной ударной стройкой.
9 мая 1959 года в Гае состоялся митинг, посвящённый поднятию флага новой стройки, этот день и стал днём рождения города. В первый год строительства уже были выданы 5 тысяч тонн гайской руды и построены многие важные объекты, в том числе и социальные — школа, баня, жилые дома. В дорожном строительстве использовался щебень из яшмы.
29 ноября 1979 года Гай и Заринск получили статус города, к тому моменту в РСФСР насчитывалось 999 самостоятельных (не входящих в состав Москвы или Ленинграда) городов. Таким образом Гай и Заринск стали тысячным и тысяча первым городами РСФСР, причём утверждается о существовании некоего реестра городов, где тысячную позицию занял именно Гай. Следует учитывать, что список городов России имеет свойство не только расти, но и сокращаться, поэтому такой реестр мог быть актуален только до 1989 года (в 1984 году не стало города Солнцево, в 1989 году — Нововятска).
В 1999 году был утверждён герб города.
Название города происходит от народного наименования берёзовой рощи, обрамляющей целебный источник в 6 км от города (гай по-украински и по-беларусски — роща), где с 1934 г. существует санаторий (курорт) «Гай», использующий минеральную воду и природную грязь небольшого озера.

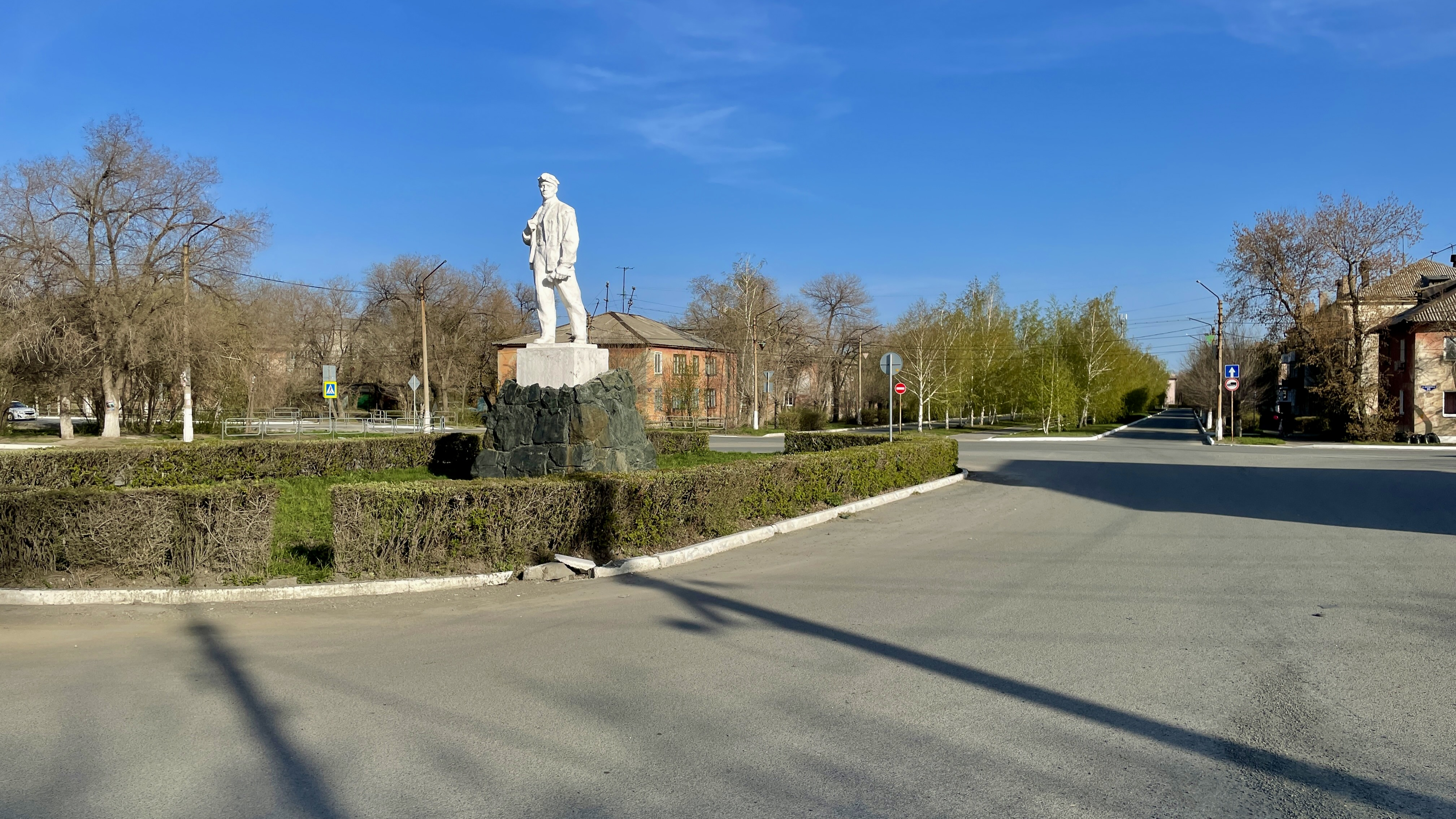
Памятник «Горняк»
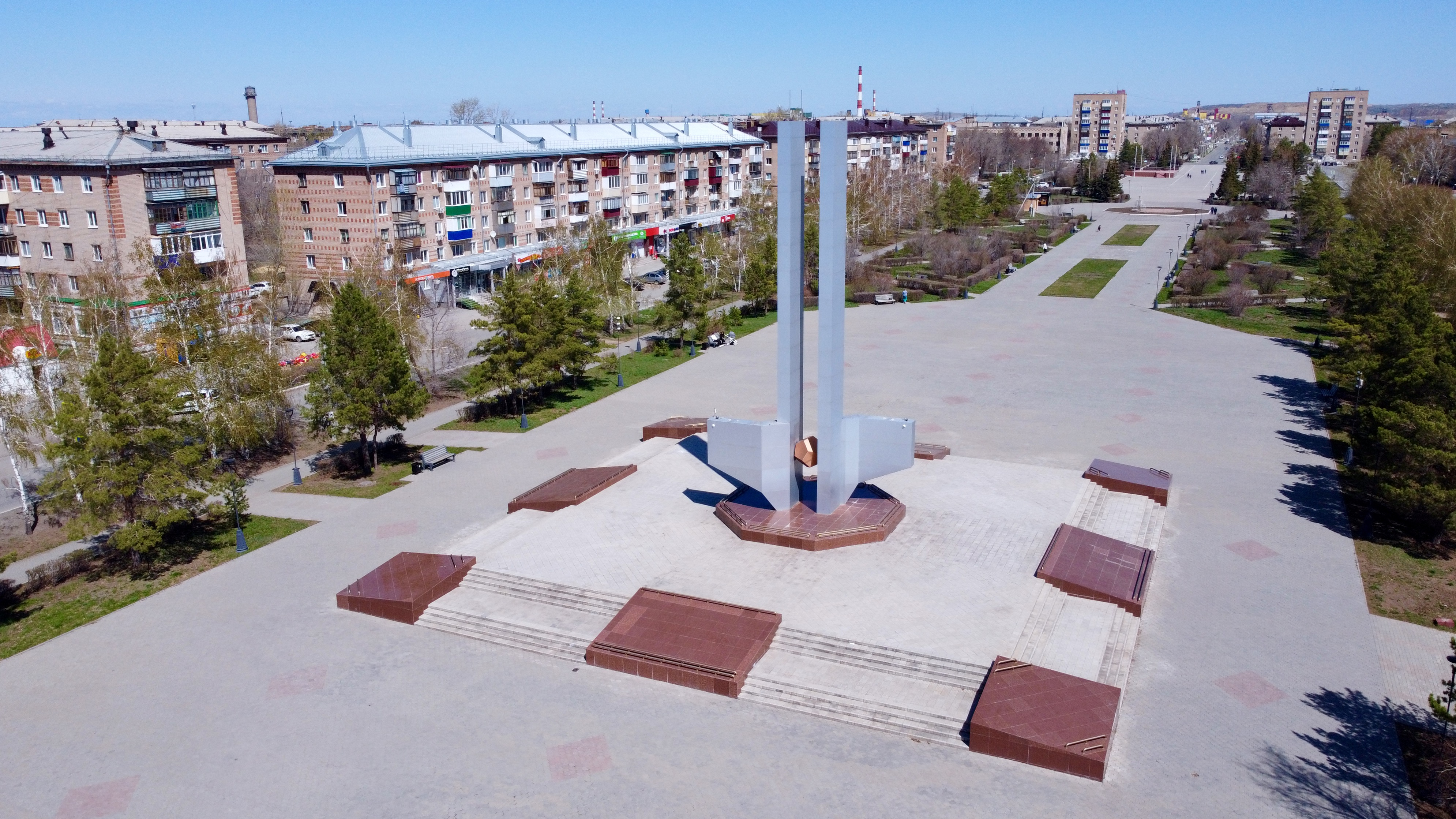
Памятник первостроителям
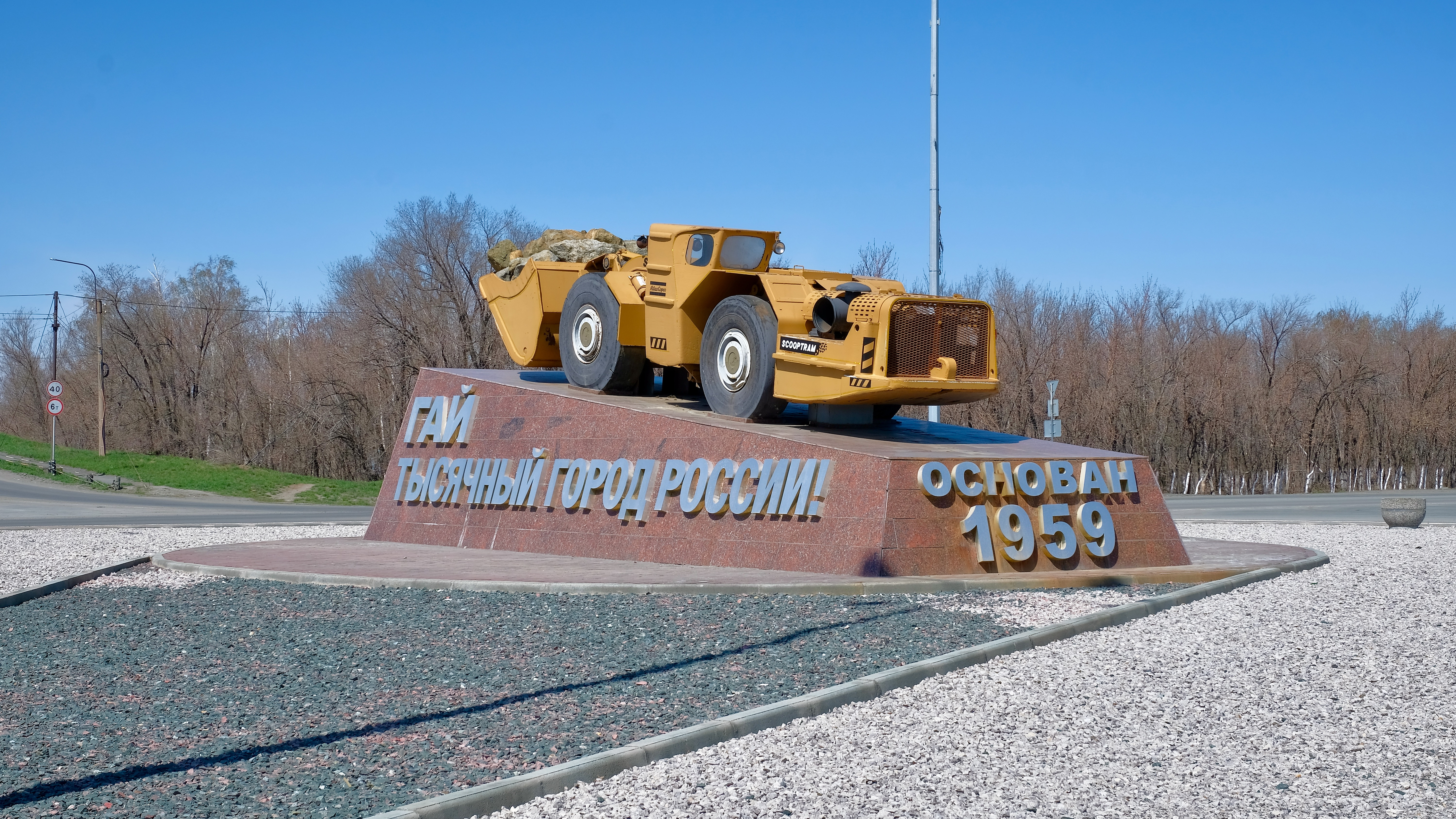
Памятник «Тысячный город России»
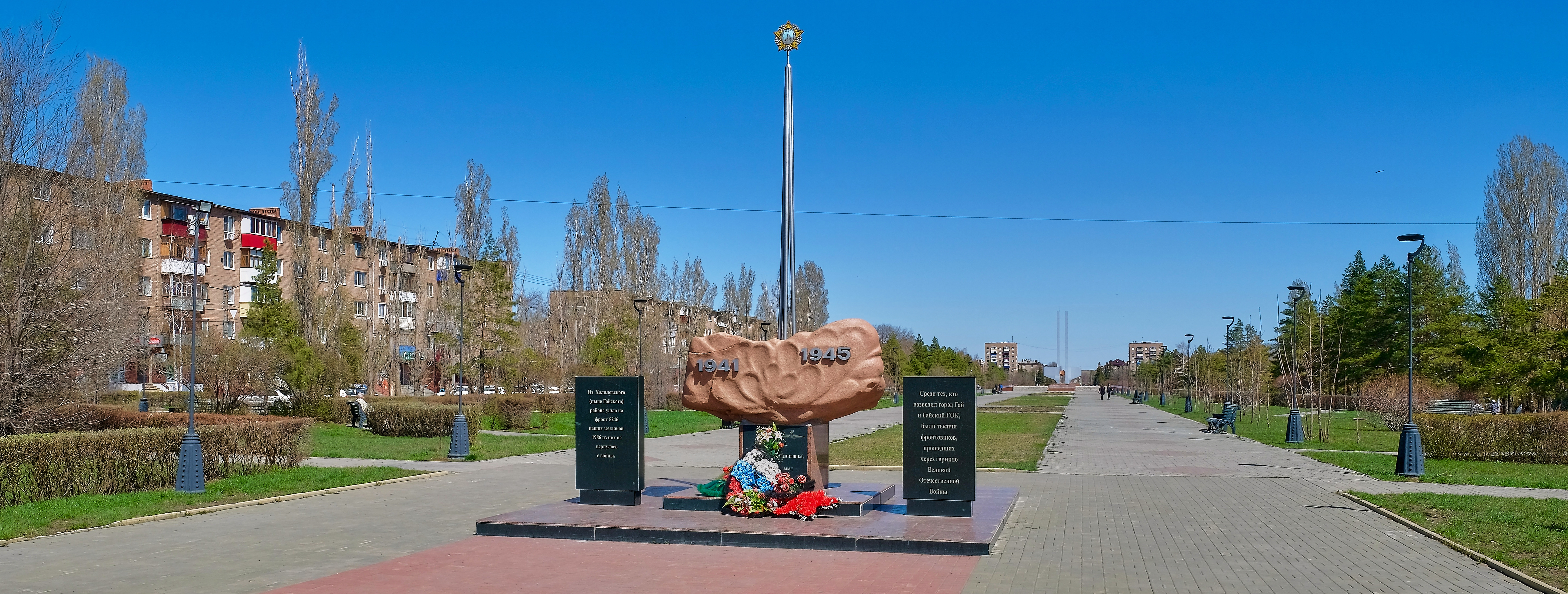
Воинский мемориал

## Климат
Гай находится в области континентального климата с холодной зимой и жарким летом. Средняя температура января −18 °C, июля +22 °C. Осадков свыше 300 мм в год.

## Население
| 1959    | 1970    | 1979    | 1989    | 1996    | 1998    | 2000    | 2001    |
| ------- | ------- | ------- | ------- | ------- | ------- | ------- | ------- |
| 1923    | ↗28 250 | ↗35 700 | ↗41 668 | ↗44 800 | ↘44 700 | ↘44 600 | ↘43 700 |
| 2002    | 2005    | 2006    | 2007    | 2008    | 2009    | 2010    | 2011    |
| ↘41 621 | ↘41 100 | ↘40 800 | ↘40 400 | ↘39 900 | ↘39 605 | ↘38 301 | ↘38 300 |
| 2012    | 2013    | 2014    | 2015    | 2016    | 2017    | 2018    | 2019    |
| ↘37 572 | ↘36 996 | ↘36 523 | ↘36 092 | ↘35 648 | ↘35 255 | ↘34 752 | ↘34 205 |
| 2020    | 2021    | 2024    |         |         |         |         |         |
| ↘33 819 | ↘33 280 | ↘32 363 |         |         |         |         |         |

| Национальности | русские - 81,8% | башкиры - 4,9% | украинцы - 4,1% | татары - 3,9% |

На 1 января 2025 года по численности населения город находился на 472-м месте из 1124 городов Российской Федерации.

## Характеристика
Общая площадь территории города — 62,14 км². Площадь зелёных насаждений — 191 га (около 50 м² на человека). Протяжённость городских автомобильных дорог общего пользования — 76,6 км, из них с твёрдым покрытием — 57,6 км.
В состав муниципального образования входит посёлок Калиновка (бывший посёлок геологов).
В Гае 1538 жилых зданий, из них 1207 — частная собственность граждан. Площадь квартир — 860 446 м², число проживающих в них — 37 213 человек. Оборудование жилищного фонда:
- централизованным отоплением — 99,9 %;
- газом — 99,9 %;
- водопроводом — 95 %;
- канализацией — 94,8 %;
- горячим водоснабжением — 93,9 %

Открыты две детских спортивных школы, художественная школа и детская школа искусств. В них, а также в кружках, секциях и студиях по различным направлениям занимаются 3927 детей (свыше 90 процентов всех школьников).
Обеспеченность местами в детских дошкольных учреждениях — 738 мест на 1 тыс. детей в возрасте от 1 до 6 лет. В городе — 9 школьных и 4 городских библиотеки, библиотечный фонд составляет в школьных библиотеках — 200 892 экземпляра книг, в городских — 286 000 экземпляров.
Работают городской выставочный зал, городской краеведческий музей, Дворец культуры горняков, спортивный комплекс, Центр детского творчества «Радуга», центр социальной реабилитации несовершеннолетних «Островок».
Меры социальной поддержки через Управление социальной защиты населения получают 7829 горожан, 910 — субсидии на оплату жилищных и коммунальных услуг. В Комплексном центре социального обслуживания различные услуги в течение 2008 года получили 13 247 горожан, в том числе надомным обслуживанием охвачены около 600 человек.

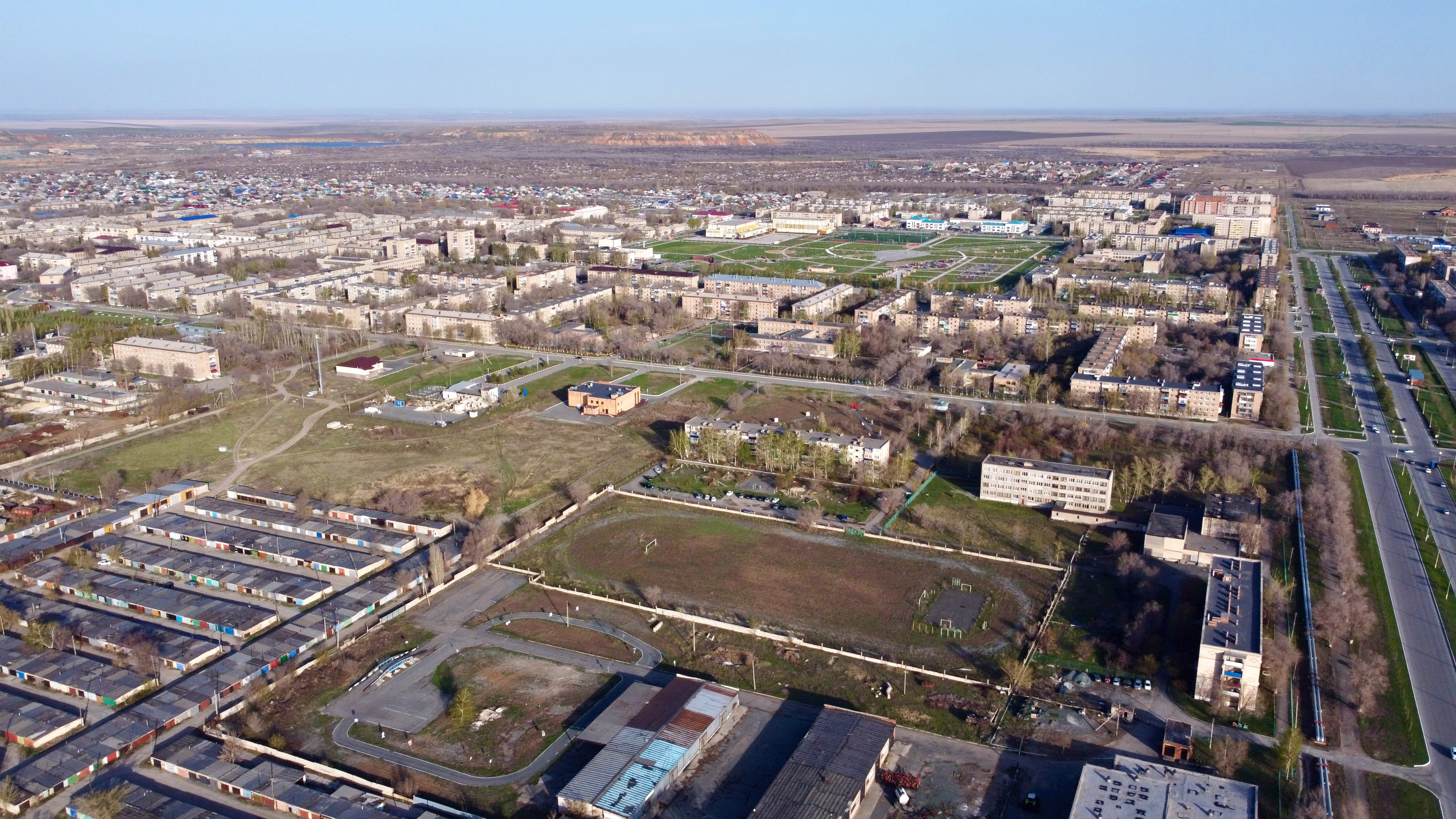
Вид с высоты (справа проспект Победы)
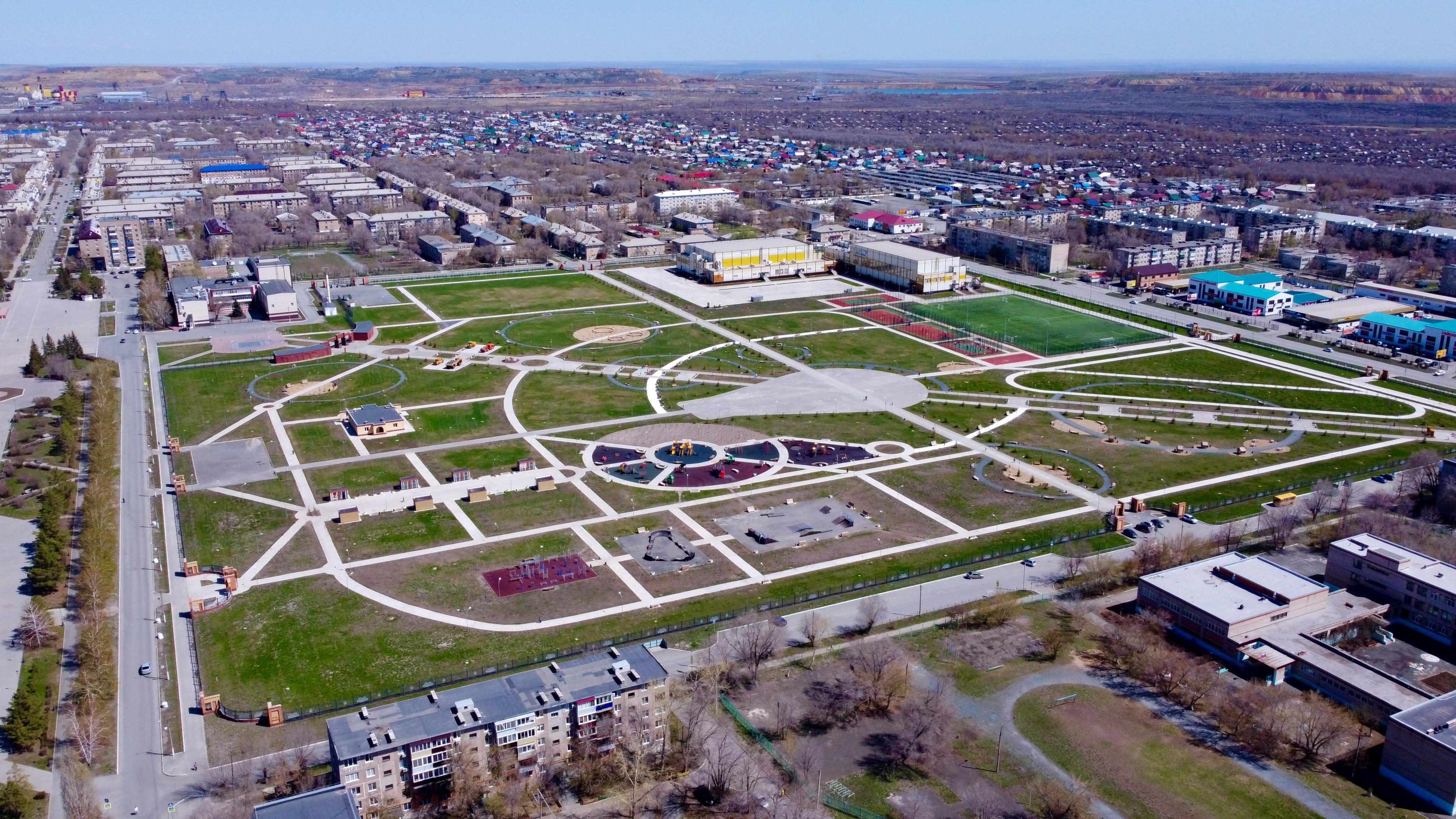
Центральный парк культуры и отдыха
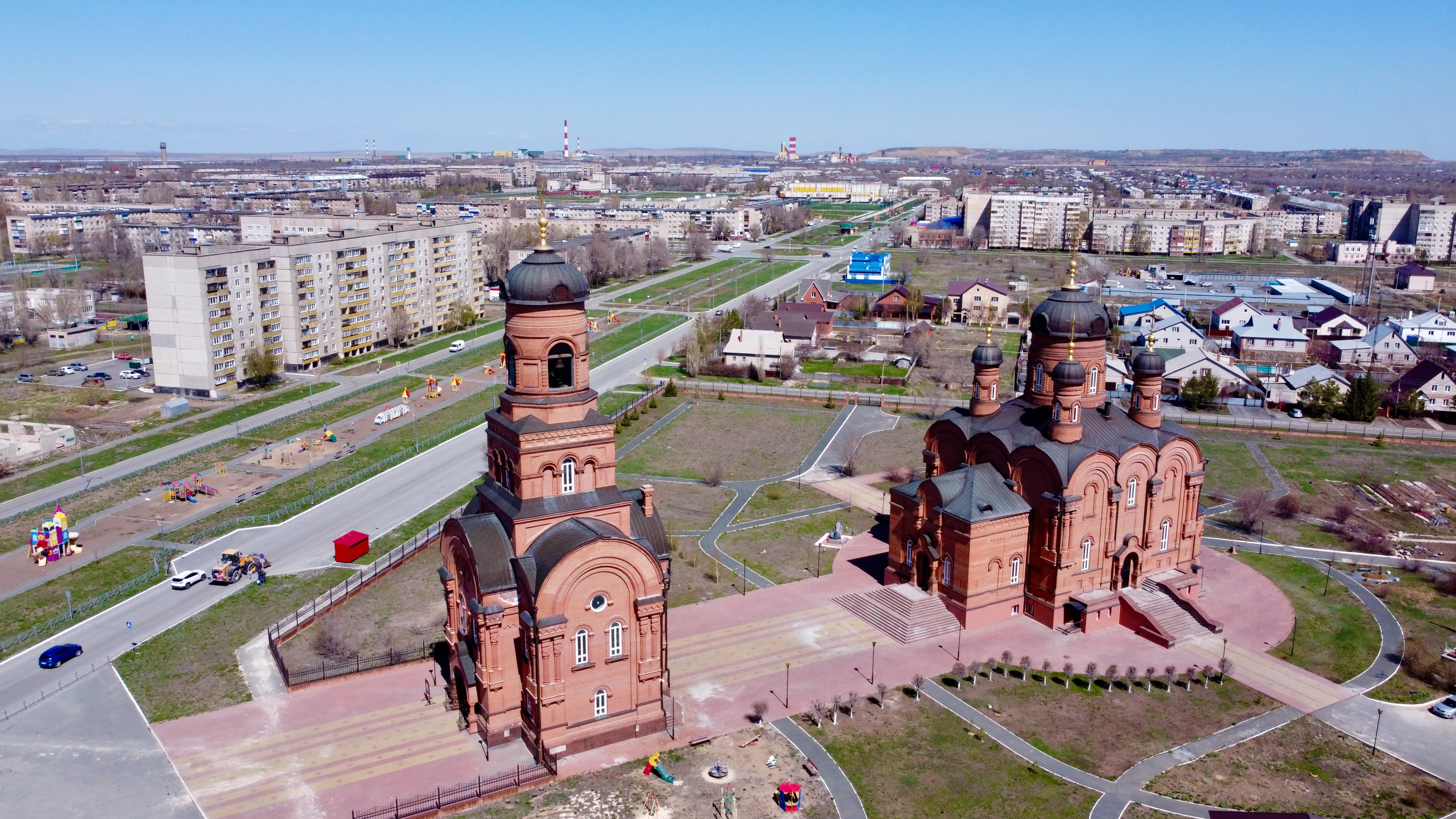
Кафедральный собор Иоанна Кронштадтского
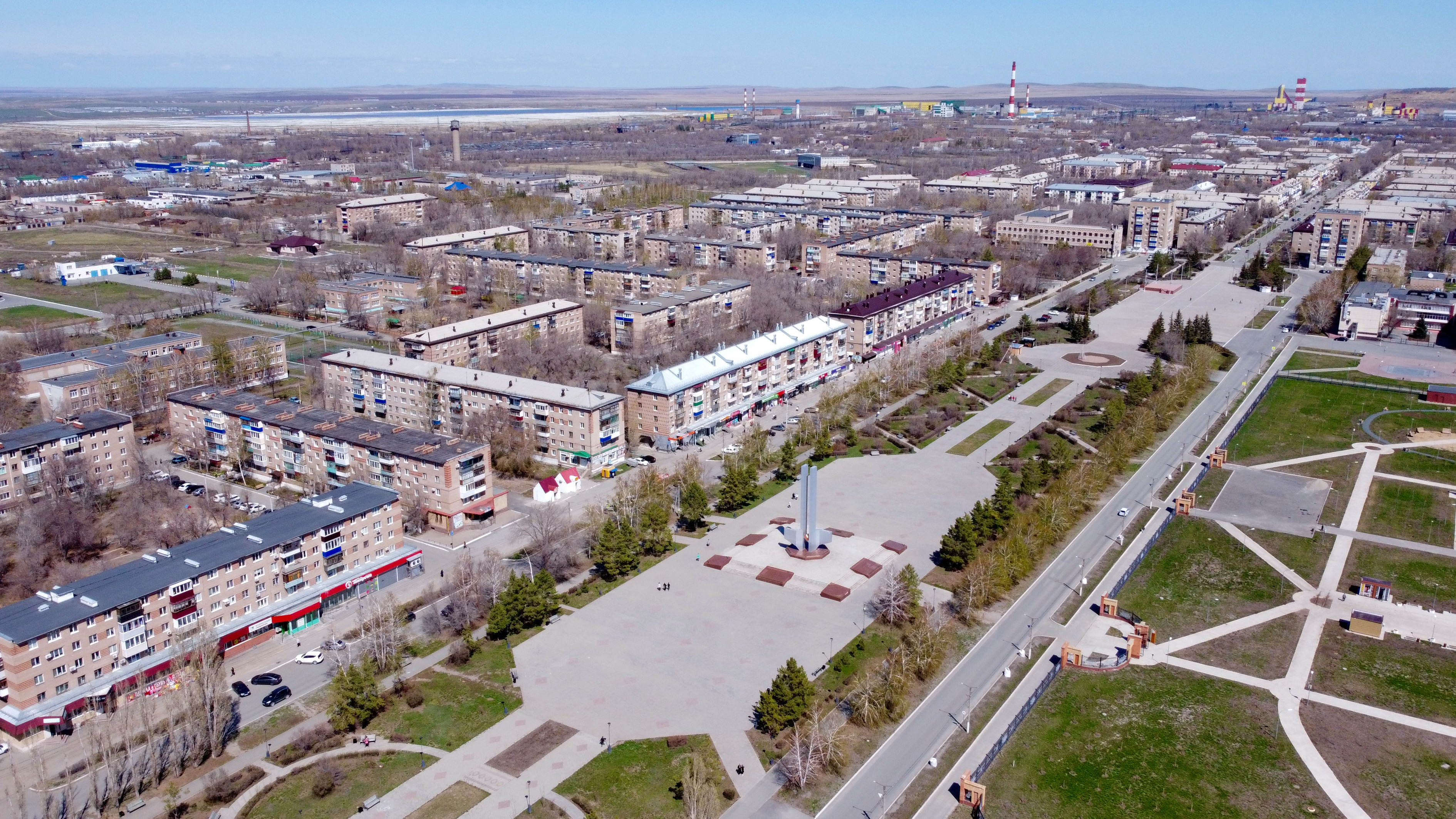
Центральная площадь

## Образование
Дошкольное образование
По состоянию на 2024 год в Гае действуют 8 детских садов:
- МАДОУ "Детский сад № 10 «Гнёздышко»
- МАДОУ "Детский сад № 14 «Малышок»
- МАДОУ "Детский сад № 15 «Теремок»
- МАДОУ "Детский сад № 16 «Ромашка»
- МАДОУ "Детский сад № 18 «Ладушки»
- МАДОУ "Детский сад № 19 «Ручеёк»
- МАДОУ "Детский сад № 20 «Дюймовочка»
- МАДОУ "Детский сад № 21 «Кораблик»

Организации дополнительного образования
По состоянию на 2024 год в Гае действуют следующие заведения:
- МБУДО «Центр детского технического творчества»
- МАУДО ЦДТ «Радуга»
- МБУДО Спортивная школа «Юниор»
- МБУДО «Детская школа искусств»
- МБУДО «Детская художественная школа»

Среднее образование
По состоянию на 2024 год в Гае действуют 7 школ:
- МАОУ «Средняя общеобразовательная школа № 3»
- МАОУ «Средняя общеобразовательная школа № 4»
- МАОУ «Гимназия»
- МАОУ «Средняя общеобразовательная школа № 6»
- МАОУ «Средняя общеобразовательная школа № 7»
- МАОУ «Средняя общеобразовательная школа № 8»
- МАОУ «Средняя общеобразовательная школа № 10»

### Средне-специальные учебные заведения
По состоянию на 2024 год в Гае действуют следующие заведения:
- Филиал Оренбургского областного медицинского колледжа
- Филиал Орского индустриального колледжа

## Экономика

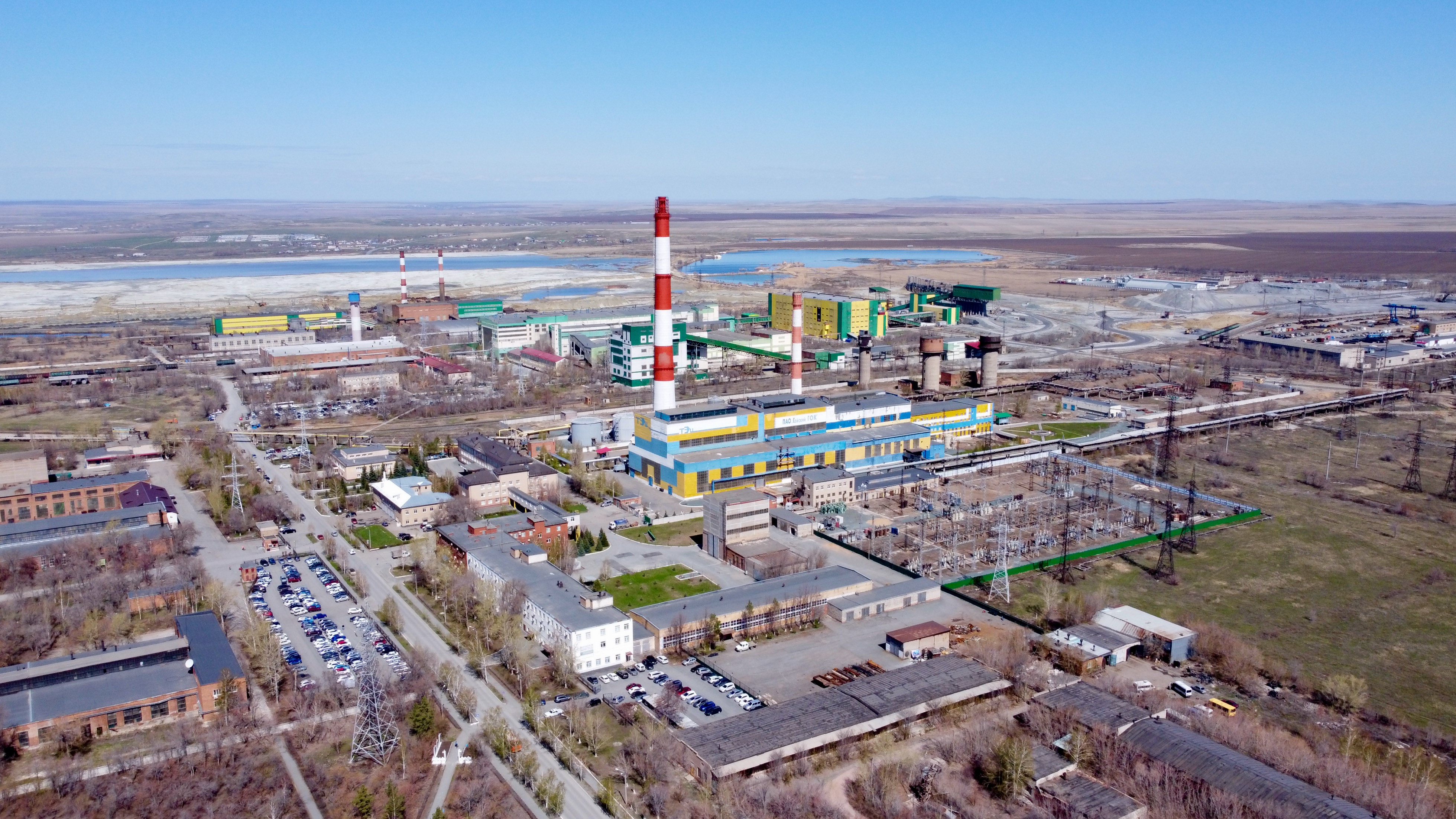
Вид на промплощадку фабричного комплекса ГГОКа

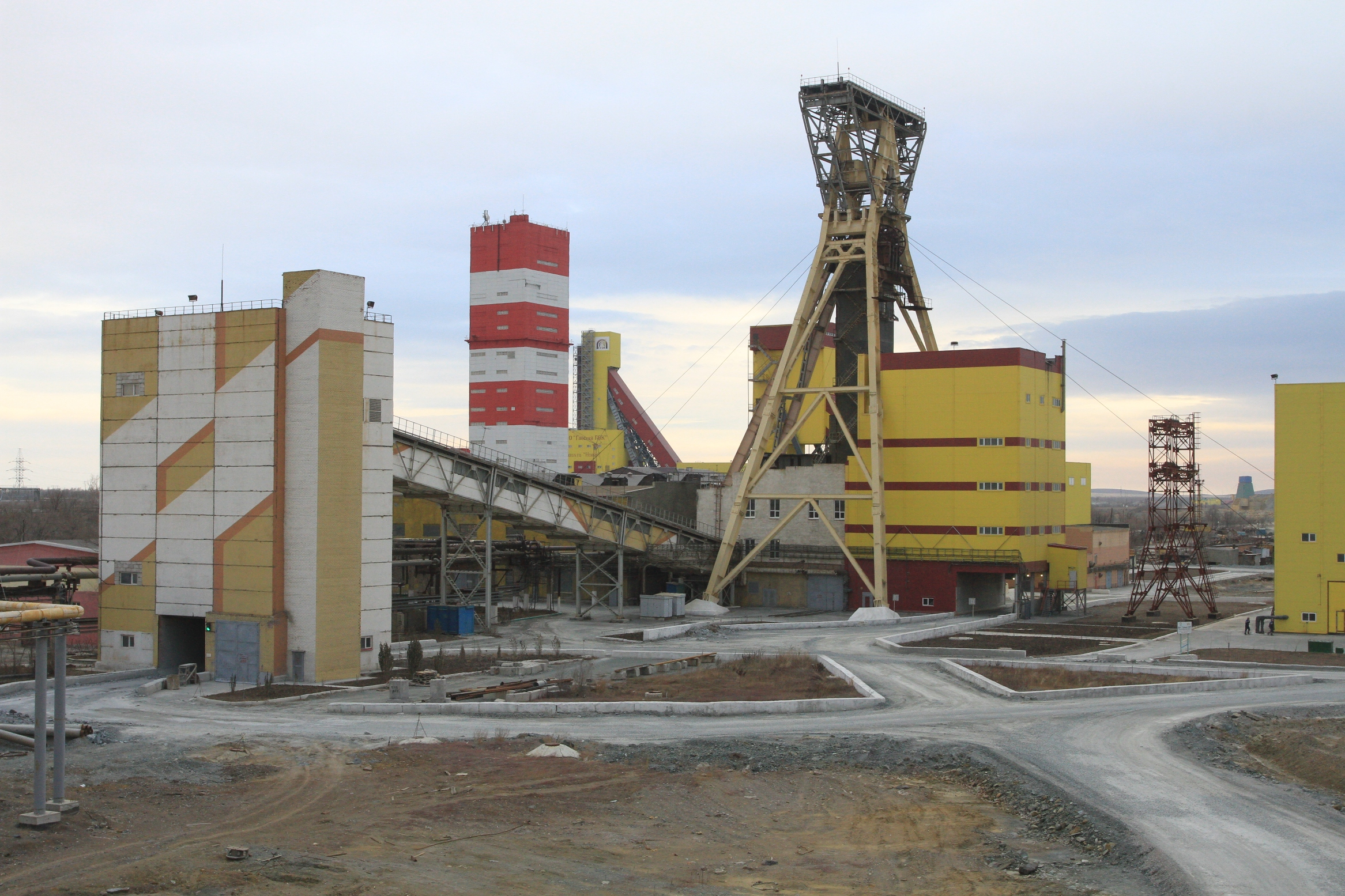
Промплощадка подземного рудника ГГОКа

В городе работают следующие предприятия:
- Гайский горно-обогатительный комбинат
- Гайский завод по обработке цветных металлов
- СПК «Птицефабрика Гайская»
- АО «Рифар»
- ООО «Южно-Уральский завод спасательного оборудования»

Объём отгруженных товаров, выполненных работ и услуг собственного производства в 2007 году составил 14,8 млрд руб. Основная отрасль экономики города — металлургия, объём продукции ПАО «Гайский ГОК» составляет 54,9 % от общей продукции предприятий города.
В городе развивается малый бизнес — зарегистрировано 95 малых предприятий и 845 предпринимателей без образования юридического лица. Торговая сеть представлена 115 магазинами, 73 киосками и павильонами, рынком на 190 торговых мест. Действуют 45 предприятий общепита.
В 6 км от города, в берёзовой роще под названием Гай — одноимённый бальнеологический грязевой курорт.

## СМИ
Радиостанции
- 103,3 МГц — Радио Дача
- 103,7 МГц — Радио ХИТ
- 104,1 МГц — Радио DFM
- 94,0 МГц — Радио Вера (ПЛАН)
- 94,4 МГц — Дорожное радио
- 99,9 МГц — Радио Русский Хит
- 105,5 МГц — Радио Ваня

## Связь
Мобильная связь
В Гае действуют сети сотовой связи следующих мобильных операторов:
- Билайн
- МТС
- МегаФон
- Теле2
- СберМобайл
- Yota
- Т-Мобайл

Интернет
В городе работают следующие интернет-провайдеры:
- Ростелеком
- Уфанет
- МТС

## Религия
Православные храмы
- Храм Иоанна Кронштадского
- Церковь апостолов Петра и Павла

Мечети
- Мусульманский молельный дом. Планируется строительство мечети[32][33].